# Cambridge Analytica
Cambridge Analytica (CA), anteriorment coneguda com a SCL USA, va ser una empresa de consultoria política britànica que va saltar a la fama per l'escàndol de dades anomenat “Facebook-Cambridge Analytica”. El seu negoci principal es basava en la mineria de dades i la seva anàlisi per usar-les a la comunicació estratègica de processos electorals.
Va ser creada el 2013, com una  com a filial de l'empresa d'intel·ligència privada SCL Group, autodescrita "agència global de gestió electoral" pels executius durant molt de temps de SCL Nigel Oakes, Alexander Nix i Alexander Oakes, amb Nix com a CEO, amb l'objectiu d'involucrar-se en la política estatunidenca. La consultora estava especialitzada en la recopilació i l'anàlisi de dades per a la creació de campanyes publicitàries i polítiques, obtenint perfils concrets de les necessitats i gustos dels votants potencials.
El 2014 CA va estar implicada en 44 campanyes polítiques nord-americanes. La companyia era en part, propietat de la família de Robert Mercer, un administrador nord-americà de fons de cobertura, qui recolza diverses causes polítiques de caràcter conservador.
L'empresa tenia oficines a Londres, Nova York, i Washington D. C.
El 2015, l'empresa es va anunciar com a la companyia d'anàlisi de dades que va treballar per a la campanya presidencial de Ted Cruz. El 2016, després del fracàs de la candidatura de Cruz, CA va treballar per a la campanya presidencial de Donald Trump, moment determinante pel paper de la companyia i l'impacte que tindria a nivell mundial. El Parlament britànic va agrair les investigacions que ex treballadors de la companyia van dur a terme, mostrant a la llum que l'empresa havia treballat amb el PRO i Maurici Macri el 2015, després de revelar que SCL Group, nom legal de Cambridge Analytica, va elaborar una campanya anti-kirchnerista al maig de 2015, quan Maurici Macri i Daniel Scioli es disputaven la presidència de l'Argentina. A més, va tenir una gran influència en la campanya per a la retirada del Regne Unit de la Unió Europea; el conegut Brèxit.
El paper de CA en aquestes campanyes va generar controvèrsies, per la qual cosa actualment l'empresa s'enfronta a recerques criminals en ambdós països. Experts en política com Eitan Hersh, autor del llibre Hacking the Electorate i Sandra Matz, qüestionen les afirmacions de CA sobre l'efectivitat dels seus mètodes a l'hora d'aconseguir als votants.
El març de 2018 l'empresa es va veure involucrada en un escàndol després que un extreballador revelés accions de la companyia per influir en eleccions polítiques, les quals anaven en contra de les normes de Facebook i la privacitat dels seus usuaris.
Posteriorment, el 2 de maig de 2018, l'empresa va anunciar el seu tancament després de l'escàndol de filtració de dades personals. Mentre s'anunciava aquest tancament, es va donar a conèixer que els ex-executius de Cambridge Analytica i la família Mercer van incorporar una nova empresa amb el mateix propòsit, anoemnada Emerdata Ltd.

## Antecedents i mètodes
Cambridge Analytica va néixer com una branca de SCL Group, una associació de contractistes governamental i militar que, segons afirma en el seu lloc web, treballa en diversos sectors com són la recerca de seguretat alimentària o la lluita contra els narcòtics, a més de les campanyes polítiques. El grup va ser fundat fa més de 25 anys. No obstant això, Cambridge Analytics va ser creada el 2013, amb una inversió de 15 milions de dòlars per part del republicà Robert Mercer i Steve Bannon. Al començar els seus treballs i activitats, CA va contractar a investigadors de la Universitat de Cambridge entre els seus empleats; d'aquí sorgint el nom de Cambridge Analytica.
Segons es llegeix en el lloc web de la companyia, l'empresa combina la psicologia del comportament amb una metodologia de la recerca estadísticament sòlida per proporcionar una imatge completa del comportament del consumidor, la competència i les tendències. Per aconseguir un coneixement més profund de l'audiència, la companyia utilitza tècniques de millora de dades i la segmentació d'audiència que proporcionen anàlisis psicogràfics complets.
El treball de CA es basa en recopilar dades sobre votants utilitzant fonts com les dades demogràfiques, el comportament del consumidor, les activitat a Internet i altres fonts públiques i privades. La companyia afirma utilitzar l'escala OCEAN de trets de personalitat. Utilitzen el que anomena "microtargeting de comportament", l'empresa indica que pot predir les "necessitats" dels subjectes i com aquestes necessitats poden canviar amb el temps. Tot i això, segons diferents fonts com The Guardian, s'afirma com CA està utilitzant dades psicològiques derivades de milions d'usuaris de Facebook, en gran manera sense el permís o el coneixement dels usuaris. A més, Associated Press va revelar que l'empresa va utilitzar l'aplicació mòbil “Cruz Crew”, com a font d'informació per rastrejar els moviments físics i la llista de contactes dels usuaris.
L'empresa es descriu a si mateixa com una organització no partidista, la xarxa de clients de la qual inclou governs i ONGs, entitats comercials grans i petites, a més de clients polítics de diferents ideologies.
Segons es llegeix en el seu lloc corporatiu, la missió de l'empresa és brindar un canvi de comportament impulsat per l'anàlisi de dades. Per a això, la companyia busca comprendre les motivacions de cada individu i analitzar la interaccions entre les audiències a partir de la recopilació dels usuaris a la xarxa.

## Acusacions

### Escàndol de Facebook
El 17 de març de 2018, The New York Times, The Guardian i The Observer van denunciar que l'empresa estava explotant la informació personal dels usuaris de Facebook, adquirida per un investigador extern que afirmava estar fent-ho per a finalitats acadèmiques. La consultora està acusada d'haver obtingut la informació de milions d'usuaris, atemptant contra les polítiques d'ús de la xarxa social i d'haver utilitzat aquestes dades per crear anuncis polítics durant les eleccions presidencials de 2016 als Estats Units.
A més, The Guardian va informar que Facebook havia tingut coneixement d'aquesta violació de seguretat durant dos anys, però no va fer res per protegir als seus usuaris, essent una mostra de nou del poder politicoeconòmic i social que tenia l'empresa. En donar-se a conèixer les acusacions, Facebook va prohibir a Cambridge Analytica anunciar-se en la seva plataforma. Aquell mateix dia, les accions de Facebook van caure un 6,77 % fins a 172,56 dòlars per acció en l'índex compost del mercat Nasdaq. El que va generar pèrdues de 6000 milions de dòlars per al fundador de Facebook, Mark Zuckerberg.
La malversació i l'ús indegut de la informació personal d'aproximadament 50 milions d'usuaris de Facebook per part de Cambridge Analytica va ser revelat per Christopher Wylie, un extreballador de l'empresa. Wylie, expert en informàtica, va revelar que l'empresa havia creat una maquinària per manipular les decisions dels votants. L'antic treballador de l'empresa va deixar el seu càrrec el 2014 i va assegurar haver advertit a Facebook sobre les accions de Cambridge Analytica. També va explicar que mentre treballava per l'empresa, es va posar en contacte amb Aleksandr Kogan, professor de la Universitat de Cambridge, per crear un sistema que els permetés recopilar informació rellevant sobre una gran quantitat d'usuaris. En les seves declaracions, Wylie va explicar el funcionament del sistema.
"Explotem a Facebook per accedir a milions de perfil d'usuaris i construir models per exportar el que sabem d'ells i apuntar als seus dimonis interns. Aquesta era la base sobre la qual la companyia es va fundar."

Després de l'escàndol, una comissió parlamentària britànica va sol·licitar a Mark Zuckerberg que comparegués per parlar sobre l'ús il·legal d'informació personal d'usuaris de Facebook per part de CA. En la convocatòria dirigida al fundador i president de la xarxa social, la comissió expressava que Zuckerberg havia d'explicar el “fracàs estrepitós”. D'altra banda, el regulador britànic de la informació i de les dades personals va anunciar l'emissió d'un mandat per poder accedir als servidors de CA i li va demanar a Facebook que suspengués la seva pròpia auditoria.
Per altra banda, la Comissió Federal de Comerç dels Estats Units (FTC), va iniciar un procés confidencial per investigar el rol de Facebook en l'escàndol. La Comissió busca esclarir si Facebook va violar els termes de l'acord que li exigeix comptar amb el consentiment dels usuaris per fer ús de les seves dades personals.
A més, a Gran Bretanya, la líder de la Comissió d'Informació, Elizabeth Denham, va enviar una ordre per registrar les oficines de CA. Després de conèixer-se aquesta notícia, el 22 de març de 2018, la policia britànica va comunicar l'evacuació de la seu de Cambridge Analytica a Londres. L'edifici situat en l'avinguda Oxford Street, va ser evacuat per precaució, després que es trobés un paquet sospitós en el lloc. La policia també va tancar els carrers propers.
El 24 de març de 2018, els investigadors de l'Oficina del Comissionat d'Informació britànica (ICO), van registrar durant set hores les oficines de Londres de CA. El dia anterior, un jutge del Tribunal Superior del Regne Unit havia aprovat la petició per registrar les instal·lacions.

#### Resposta de Mark Zuckerberg
El 21 de març de 2018, Mark Zuckerberg va brindar una entrevista a l'especialista en tecnologia de CNN, Laurie Segall, en la qual va admetre que Facebook va cometre errors. A més, va expressar que es realitzarà una recerca completa sobre cadascuna de les aplicacions per així poder rastrejar les violacions a la privadesa dels usuaris i la filtració de les seves dades. En aquest sentit, va afirmar la pèrdua de confiança entre Facebook i la gent que comparteix les dades i que espera que aquestes estiguin protegides. Pel que va expressar, es mostra una voluntat des de la seva empresa per arreglar aquesta qüestió.
Quan la periodista li va preguntar què és el que va sortir malament, Zuckerberg va respondre que es tractava d'una "pèrdua de confiança greu" i va assegurar que l'empresa té la responsabilitat de protegir les dades de les persones i que si aconsegueixen aquest objectiu, no Val la pena "l'oportunitat per servir a la gent". Per acabar, Zuckerberg va admetre ser el responsable pel que va passar a Facebook, ja que ell va començar el projecte.

"Vam cometre errors i hem de fer més coses. Va haver-hi una pèrdua de confiança entre Facebook i la gent que compareix les dades i espera que la protegim. Ho hem d'arreglar."
Mark Zuckerberg

Zuckerberg també va parlar de l'assumpte a través d'un post en Facebook. En el mateix, va explicar que volia donar a conèixer alguns detalls sobre la situació de Cambridge Analytica, incloent les decisions que es van prendre des que va esclatar l'escàndol. També va fer una cronologia dels esdeveniments, des dels començaments de Facebook el 2007 fins a la data en què es va donar a conèixer el cas de Cambridge Analytica. Addicionalment, va assegurar que les accions per evitar que succeeixi alguna cosa similar, ja van estar preses anys enrere; encara que va explicar que s'han comès errors i que segurament hauran de prendre noves mesures.
El 2 d'abril, Zuckerberg va reconèixer durant una entrevista a la revista Vox, que la filtració de dades de Facebook és un problema que trigarà anys a resoldre's.

### Càmeres ocultes
El març de 2018, la cadena de televisió britànica Channel 4, va donar a conèixer una sèrie de vídeos que mostraven al director executiu de Cambridge Analytica, Alexander Nix, al costat d'altres executius de l'empresa, parlant sobre els trucs bruts que utilitzen en les campanyes electorals. Els vídeos van ser filmats per un periodista que es va fer passar pel representant d'una família d'alt nivell econòmic de Sri Lanka, qui anava a la cerca d'influència al seu país. Per a això, el periodista es va reunir amb els representants de l'empresa en diferents ocasions entre el novembre de 2017 i el gener de 2018, sempre en hotels de Londres. En aquestes converses, els executius es mostren explicant la seva col·laboració i treball en aproximadament 200 eleccions al voltant del món, incloses les de Nigèria, Kenya, la República Txeca, Índia i l'Argentina.
En publicar-se el vídeo, la Càmera Nacional Electoral (CNE) argentina, òrgan que forma part del Poder Judicial, va obrir una investigació per esclarir el rol de la consultora en les eleccions argentines. La CNE busca identificar com va ser la participació de CA i en quines eleccions van intervenir.
En el video, Nix explica algunes de les pràctiques de l'empresa per desacreditar a personalitats polítiques en Internet i a les respectives xarxes socials. Entre les tàctiques, nomena l'ús de prostitutes per implicar als candidats en escàndols sexuals, l'oferiment de suborns per filmar-los i poder acusar-los de corrupció o la utilització d'antics espies del Regne Unit i Israel per obtenir informació personal del passat dels candidats. Nix també especifica que l'empresa opera en l'ombra, és a dir que treballa en total discreció. També explica que en alguns casos, ajuda als seus clients difonent mentides.
A partir de la difusió d'aquestes càmeres ocultes, la junta de l'empresa va anunciar la suspensión del CEO Alexander Nix amb efecte immediat, pendent d'una “investigació completa i independent”. En aquest sentit, la companyia va puntualitzar que les cites de Nix “no representen els valors o les operacions de l'empresa”.
Un altre aspecte que plasmen els vídeos és la campanya "anti-kirchnerista" elaborada per l'empresa que treballava per a Maurici Macri, i com aquesta consistia en una "guerra d'informacions" sumada a l'ús de comptes falsos de Facebook i Twitter; es basava en la difusión de fake news, fins i tot arriban a l'ocupació de "serveis d'intel·ligència retirats".

#### Campanya de Donald Trump
En els vídeos publicats per Channel 4 el març de 2018, els executius de CA admeten haver dut a terme tota la campanya digital de Donald Trump durant la seva candidatura a la presidència dels Estats Units del 2016. Segons s'escolta en els enregistraments, CA va estar a càrrec de la recerca, anàlisi de dades, selecció i execució de la campanya digital i televisiva de Trump.
Encara hi ha molts aspectes a aclarir sobre aquesta investigació i la implicació de l'empresa en els afers de la campanya política de l'expresident dels Estats Units Donald Trump. A causa de la reprecussió, Netflix va realitzar un documental sobre les eleccions presidencials i la intromissió de Cambridge Analytica titulat The Great Hack.

#### Campanya de Maurici Macri
Segons va revelar un canal britànic, Cambridge Analytica i la seva empresa matriu SCL van recol·lectar dades sense autorització de 50 milions d'usuaris de Facebook per elaborar campanyes d'influència sobre els votants. Aquesta maniobra es va repetir en comicis de l'Argentina, on el candidat Maurici Macri va accedir a la Presidència del país a finals de 2015.
Dies després el periodista argentí Marcelo Bonelli va revelar el vincle de Maurici Macri amb Cambridge Analytica. El periodista va denunciar les realcions del cap de Gabinet i el titular de l'Agència d'Intel·ligència per mantenir contacte amb l'agència acusada de manipular a l'electorat. Cambridge Analytica creaven perfils psicològics detallats i buscaven persones permeables als canvis d'opinió per després influir en el seu vot a través de notícies falses i una selecció parcial de la informació. La recerca denunciava que les empreses havien operat a Argentina durant menys de cinc anys.
Just després d'assumir el poder, el president de l'Argentina va emetre una sèrie de decrets considerats "polèmics", entre ells un pel qual va ser molt qüestionat, doncs va permetre que ell, com a cap d'estat, pegués quedar-se amb la informació de les bases de dades d'organismes oficials, les quals podria usar en campanyes al seu favor. En aquest sentit, va aprovar la signatura d'un conveni entre els organismes de comunicació i seguretat social que li permet al Govern de Macri l'ús de les dades personals de tots els ciutadans registrats a les bases d'informació.
El juny de 2018 l'ex-CEO de Cambridge Analytica, Alexander Nix, va declarar davant el Parlament britànic que l'empresa va treballar a Argentina en una campanya “anti-Kirchner”. També va confessar una reunió a l'àrea de management, celebrada el 27 de maig de 2015, en la qual es va parlar de generar una campanya contra el candidat oficialista de llavors, Daniel Scioli. En ella s'incloïa la recopilació d'informació de proximitat, una guerra informativa, difamacions, falses denúncies de corrupció i fins i tot emplear agents d'intel·ligència retirats dels Estats Units, Espanya, Regne Unit, Israel i Rússia. L'informe va sostenir que es van utilitzar comptes falsos de Facebook i Twitter per donar suport a la campanya que va permetre el triomf macrista, segons la recerca.

#### Operacions a Mèxic
El canal de notícies britànic Channel 4 News va revelar també l'existència de proves que vinculaven al Partit Revolucionari Institucional amb Cambridge Analytica, suggerint un modus operandi semblant al dut a terme als Estats Units per a la campanya Trump. El canal al·lega que les col·laboracions es van donar almenys fins a gener de 2018.